# Mycetophila napaea
Mycetophila napaea är en tvåvingeart som först beskrevs av Laffoon 1957.  Mycetophila napaea ingår i släktet Mycetophila och familjen svampmyggor.
Artens utbredningsområde är New Brunswick. Inga underarter finns listade i Catalogue of Life.